# Verdicchio di Matelica spumante
Il Verdicchio di Matelica spumante è un vino a Denominazione di Origine Controllata (DOC) prodotto nei comuni di Matelica, Esanatoglia, Gagliole, Castelraimondo, Camerino, Pioraco in provincia di Macerata e Cerreto d'Esi, Fabriano in provincia di Ancona

## Vitigni con cui è consentito produrlo
- Verdicchio minimo 85%.
- Altri vitigni a bacca bianca idonei alla coltivazione nella regione Marche nella misura massima del 15%

## Storia
Il disciplinare approvato con decreto de 21/07/1967 (G.U. del 23/08/1967, n 211) prescriveva le seguenti caratteristiche:
- resa_uva=130 q
- resa_vino=70,0%
- titolo_uva=11,0%
- titolo_vino=11,5%
- estratto_secco=16,0‰
- vitigno= Verdicchio Bianco minimo 85.0%
- colore: paglierino tenue brillante.
- odore: delicato, caratteristico.
- sapore: asciutto, armonico con retrogusto gradevolmente amarognolo.

## Tecniche di produzione
Per i nuovi impianti e i reimpianti la densità non può essere inferiore a 2 200 ceppi/ha.
È vietato l'allevamento a tendone

È consentita l'irrigazione di soccorso.
Tutte le operazioni di vinificazione, invecchiamento e imbottigliamento, debbono essere effettuate nella zona DOCG.

## Caratteristiche organolettiche
- spuma: fine e persistente
- colore giallo paglierino più o meno intenso con riflessi verdolini;
- odore: caratteristico, delicato, fine ampio e composito;
- sapore: da extrabrut a secco; sapido, fresco, fine e armonico;

## Produzione
Provincia, stagione, volume in ettolitri
- Macerata  (1996/97)  22,4